# Oliver Twist
Oliver Twist; or The Parish Boy's Progress' (Oliverio Twist en algunas raras ediciones en español) es la segunda novela del autor inglés Charles Dickens. Se publicó originalmente como novela por entregas de aparición mensual (aproximadamente) en la revista Bentley's Miscellany, dirigida por el propio Dickens, entre febrero de 1837 y abril de 1839.
En un principio, el autor tenía la intención de que formase parte de una obra más extensa, The Mudfog Papers.[cita requerida] Dickens lo publicó en tres volúmenes en noviembre de 1838, antes de que terminara la versión en entregas publicada en la revista y el propio Dickens lo revisó para sucesivas reediciones en 1846, 1850, 1858 y 1867.
Con una clara influencia de las novelas de aventuras de autores dieciochescos que Dickens leyó en su infancia. Entre éstas destacan las ficciones de Henry Fielding —sobre todo su Tom Jones (1749) y Jonathan Wild (1743)— y de Tobias Smollett —Humphry Clinker (1771)—, así como la novela gótica que tuvo su auge en la transición entre el siglo XVIII y el XIX. Sin embargo, se encuadrada más bien en el género de la novela de Newgate. Es la primera novela en lengua inglesa que tiene a un niño como protagonista. Asimismo, destaca por su tratamiento del mundo de los criminales y sus sórdidas vidas, prácticamente carente de Romanticismo. Oliver Twist es una de las primeras novelas sociales de la historia de la literatura, pues llama la atención a sus lectores sobre varios males sociales de la época, tales como el trabajo infantil o la utilización de niños para cometer delitos. Dickens se burla de la hipocresía de su época tratando estos temas tan serios con sarcasmo y humor negro. La novela pudo haber sido inspirada por la historia de Robert Blincoe, un huérfano cuyo relato sobre la dureza de su vida como trabajador infantil en un molino de algodón tuvo una gran difusión en los años 1830.

## Argumento

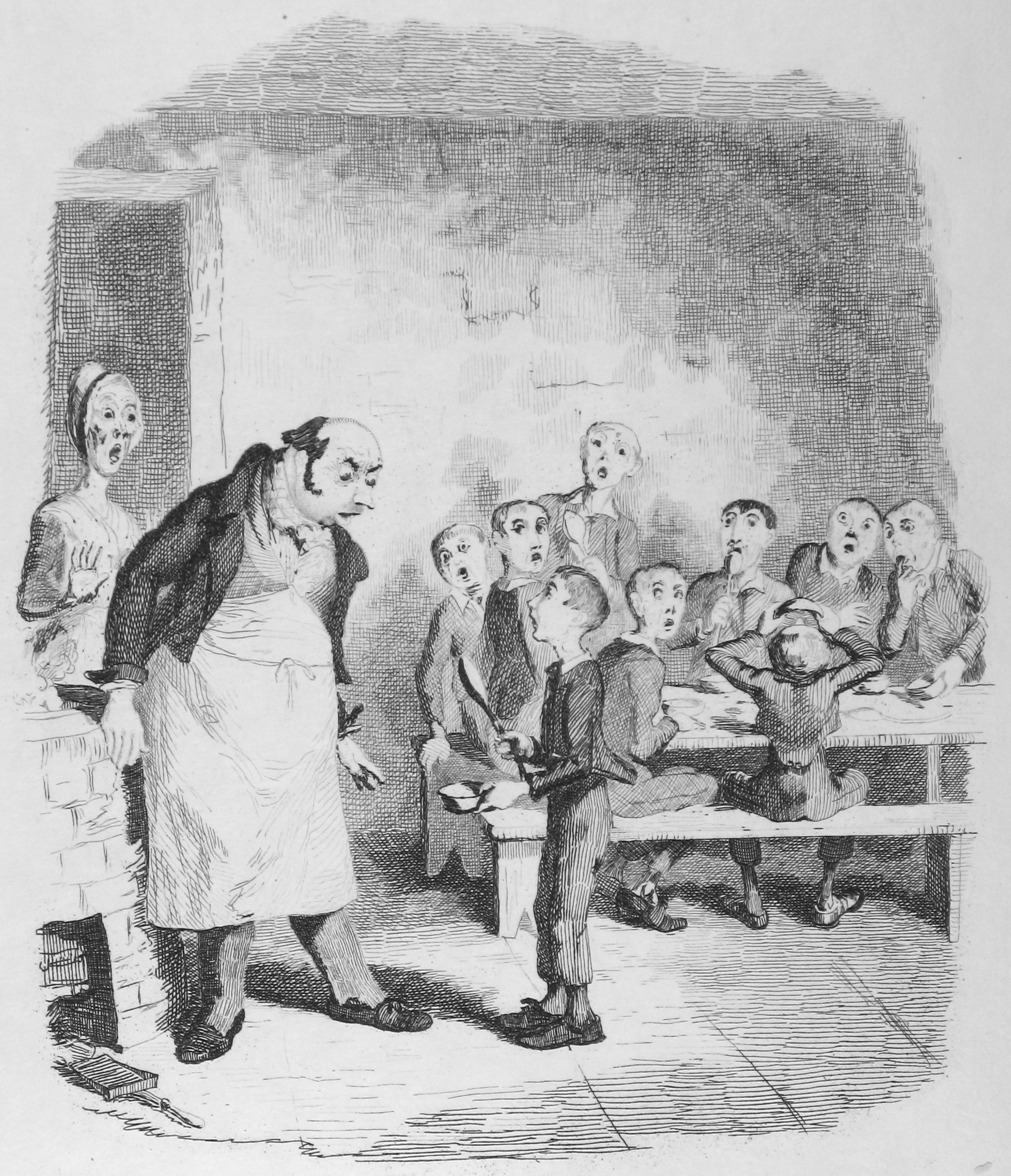
The Writings of Charles Dickens

Oliver es un niño huérfano que pasa sus primeros años en el orfanato de la señora Mann. Al igual que el resto de los niños en el orfanato, Oliver sufre hambre continuamente. Los niños deciden entonces jugar a quién de ellos pedirá un plato más de comida y Oliver resulta ser el elegido. En la cena de esa noche, después de su ración normal, se dirige al director del orfanato y le pide más comida. Debido a este episodio, es tachado de problemático por el Sr. Bumble, el bedel y el director, quien lo ofrece como aprendiz a cualquiera que lo quiera contratar. Así, Oliver se convierte en aprendiz del enterrador Sowerberry; sin embargo, se pelea con un empleado de éste y decide escapar a Londres.

## Interpretación

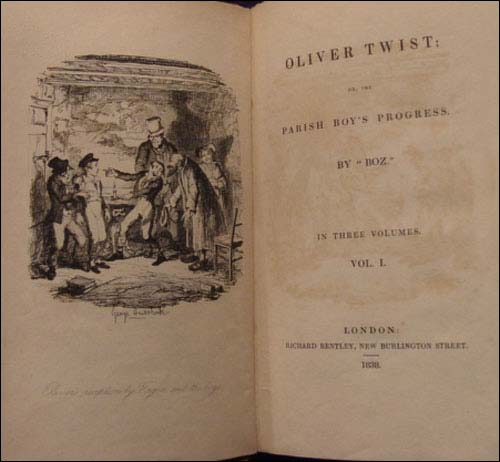
Oliver Twist, edición de 1838.

Con respecto a los personajes que pueblan uno y otro ambiente, cabe resaltar que en el campo, lugar idílico, habita la clase pudiente o acomodada de la Inglaterra victoriana. De esta manera, encontramos a personajes como los Maylies, el señor Giles o el doctor. Mientras que Dickens deja la ciudad en manos de personajes como Fagin y su banda de delincuentes.
Asimismo la delincuencia y la marginalidad de Londres es propiciada en gran medida por la migración del campo a la ciudad. También cabe destacar el papel del sistema judicial, el cual no duda en castigar severamente a un pobre chico. Pese a todo, al final se impone la cordura. Oliver Twist es la historia de una lucha por progresar en la vida y de sus ansias por encontrar un sitio en la sociedad como un pobre huérfano en la Inglaterra victoriana.

## Adaptaciones

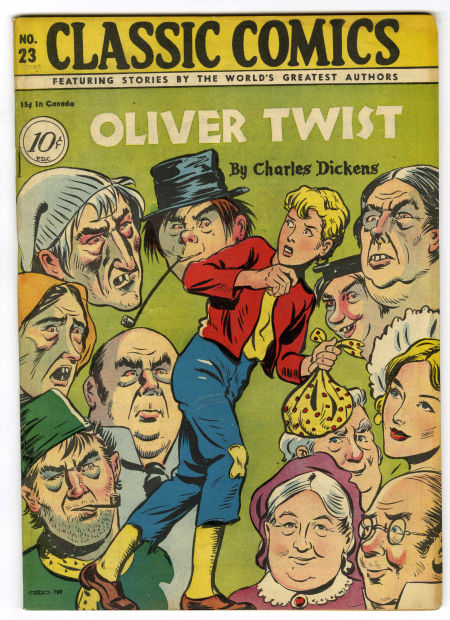
Portada de Classic Comics.

Oliver Twist ha sido adaptado en numerosas ocasiones para el cine, la televisión y el teatro musical. También, ha sido traducido a numerosas lenguas.
- En 1948 David Lean dirigió una adaptación de la novela, protagonizada por el niño John Howard Davies. Destacó la interpretación de Alec Guinness, en el papel de Fagin.

- En 1968 Mark Lester dio vida al protagonista en la adaptación musical que realizó Carol Reed con el título de Oliver.

- En 1987 el mexicano Fernando Ruíz realizó su segundo largometraje basada en la historia bajo el nombre de Las aventuras de Oliver Twist, a su vez esta versión presenta cambios en su argumento a comparación de la historia original.

- La película de Walt Disney Pictures de 1988 Oliver y su pandilla está basada en esta historia de Charles Dickens, siendo Oliver (basado en Oliver Twist) un gatito huérfano.
- En 1999 la ITV hizo una miniserie de la novela. En ella hubo grandes cambios respecto a la novela.

- También Roman Polanski dirigió una adaptación para la gran pantalla en 2005. Ben Kingsley interpretó en esta ocasión al avaro judío Fagin.

- Oliver Twist adaptación británica del 2007 para el canal BBC.